# Augustin de Robespierre
Augustin Bon Joseph de Robespierre (Arras, 21 gennaio 1763 – Parigi, 27 luglio 1794) è stato un politico francese.
Soprannominato Bonbon, fu un deputato della Convenzione nazionale a Parigi. La sua figura acquista particolare rilevanza in merito allo stretto rapporto di questi con il ben più noto fratello maggiore, Maximilien de Robespierre.

## L'impegno politico

### Deputato
Quarto e penultimo figlio di François de Robespierre, un avvocato di successo al Consiglio superiore d'Artois, e di Jacqueline-Marguerite Carrault, nacque esattamente trent'anni prima dell'esecuzione di Luigi XVI. Rimasti subito orfani della madre nel 1764, i fratelli Robespierre (dei quali facevano parte anche Charlotte ed Henriette) vennero abbandonati dal padre nel 1766 e affidati dai parenti alle varie istituzioni religiose. Ben presto Maximilien e, subito dopo, Augustin ottennero una borsa di studio nel prestigioso collegio Louis-le-Grand a Parigi, da dove uscirono entrambi avvocati, con un'educazione liberale. La famiglia continuò comunque a vivere nell'indigenza, anche quando, nel 1789, il maggiore dei tre riuscì a riguadagnare la capitale da rivoluzionario, in quanto rappresentante del Terzo Stato all'Assemblea costituente: Augustin e soprattutto Charlotte coltivavano la speranza che la carriera politica del primogenito potesse servire a sistemare l'intera famiglia. A questa aspettativa si unì il desiderio che Maximilien rimediasse alla marginalità politica e sociale di Augustin, il quale prese rapidamente a seguire il fratello nei suoi spostamenti.
Finalmente, nell'estate del 1792, venne offerta a Bonbon l'opportunità di riservarsi un ruolo nazionale nell'ambito della rivoluzione: il 16 settembre fu eletto alla Convenzione come deputato di Parigi, per opera di un'assemblea elettorale essenzialmente controllata da Maximilien. In merito a questo periodo, gli annali della Convenzione non presentano tracce significative dell'attività parlamentare di Augustin de Robespierre e se si considerasse solamente questa esperienza parigina si sarebbe tentati di stimare Bonbon come niente più che un semplice emissario dell'Incorruttibile.

### La missione a Nizza
A partire dall'estate del 1793, Augustin ebbe l'opportunità di diventare qualcuno di più importante. Il 19 luglio, difatti, acquisì dalla Convenzione la nomina di rappresentante in missione presso l'Armée d'Italie a Nizza, in coppia con Jean-François Ricord, deputato del Varo.
Il compito dei deputati in missione era sostanzialmente quello di diffondere il verbo rivoluzionario nelle zone più impervie e marginali del Paese, muovendosi in coppia e rischiando molto spesso la vita (perché arrestati e torturati dagli abitanti del luogo o perché morti suicidi nel tentativo di sfuggire alle sevizie). Causa le infelici sorti cui spesso erano destinati, molti deputati non tardavano a porre fine alla propria missione, e con ciò anche alla propria esistenza, dichiarandosi pronti a sacrificare la vita quali integerrimi eroi greci o devoti martiri della fede cristiana.
Col compito assegnato loro dalla Convenzione, Robespierre jeune e Ricord ebbero modo di sperimentare quanto dura fosse l'esperienza della missione, sebbene non siano mai incorsi in episodi particolarmente drammatici. Sulla strada per Nizza, e precisamente a Manosque, vennero intercettati da una presunta banda di «briganti» (per citare il termine usato dai due deputati nelle lettere indirizzate al Comitato di salute pubblica): questi in verità erano dei militanti delle sezioni di Marsiglia, impegnati a divulgare nel territorio i tremiti della rivolta federalista. Al momento dell'assalto, Ricord e Augustin non tentarono nemmeno di riprendersi la carrozza su cui viaggiavano, bensì saltarono a cavallo per dirigersi verso il vicino capoluogo di distretto, Forcalquier. È rilevante l'aspetto per cui coloro che tendevano agguati rubavano spesso le carrozze dei deputati: questi mezzi di trasporto, difatti, rappresentavano un evidente status symbol per l'epoca, emblemi di una comunità di signorotti che amavano percorrere la Francia del Terrore tra i tessuti preziosi di una berlina e segni di una condizione distinta che mutavano ben presto in marchi infamanti; nonostante tutto, Robespierre e Ricord riuscirono ad ottenere indietro la carrozza, sebbene fosse ormai ridotta a un ammasso di rottami, causa il tentativo dei militanti marsigliesi di smontarla pezzo per pezzo alla ricerca della fatidica planche aux assignats, il torchio per stampare carta moneta. 
Una volta che i deputati montagnardi ripresero il comando della cittadina, pretesero dal municipio il versamento dell'ingente somma di 30 000 livres a titolo di indennizzo degli «oggetti rubati» e delle «spese straordinarie procurate al tesoro pubblico».
All'inizio di settembre, i due pervennero finalmente a Nizza, dove Augustin de Robespierre apprese realmente la professione di rappresentante in missione: qui, fu protagonista di uno degli scontri interni che spesso agitavano i rapporti fra convenzionali, ponendoli uno contro l'altro anche quando si trattava di deputati della Montagna stessa. Motivo del dissidio fu l'arresto da parte di Augustin di un certo Escudier, ufficiale dell'Armée d'Italie sorpreso a diffondere per Nizza il falso annuncio di un imminente arresto sia di Ricord che di Robespierre jeune. L'ufficiale arrestato era in realtà il fratello di un deputato montagnardo di Tolone, Jean-François Escudier, in quel momento inviato nei dipartimenti del Var e delle Bocche del Rodano: questo episodio si mostra rappresentativo dell'impegno anti-familista di Augustin, ma anzitutto dell'indole retta ed equanime con la quale soleva condurre il suo incarico di deputato.

### Il Terrore
Fu a Tolone che Augustin ebbe modo di maturare una personale idea riguardo all'esperienza del Terrore: questa consisteva essenzialmente nella convinzione che «per salvare la Rivoluzione occorreva terminarla». In particolare, tenne fortemente a denunciare una delle pratiche più funeste del clima rivoluzionario, ossia l'oppressione di tutti coloro i quali continuavano ad essere assidui seguaci dei preti renitenti, anziché rivolgere la propria fedeltà ai costituzionali. In definitiva, ciò che Robespierre jeune aborriva dei principi rivoluzionari era il complesso di soprusi antireligiosi che avrebbe in seguito preso il nome di scristianizzazione. 
Fu per questa ragione che il 5 gennaio 1794 non seppe evitare un violento diverbio, durante il quale accusò, in presenza dell'intero club dei giacobini, Jacques-René Hébert, capo carismatico dei sanculotti, di essersi reso promotore di una deleteria politica scristianizzatrice. Augustin non venne seguito dai colleghi del club, in quel momento in mano agli hebertisti..
Qualche giorno dopo Augustin ricevette l'incarico da parte del Comitato di salute pubblica di recarsi nelle zone dell'Haute Saône, per impedire l'imperversare degli hebertisti, già da tempo lasciati liberi di agire dal deputato Bernard de Saintes. Per cinque settimane, Augustin impose l'immediato rilascio di tutti i detenuti che erano stati incriminati, arbitrariamente e senza prove, quali nemici della Repubblica.
Invece di seguire scrupolosamente e in maniera passiva le sollecitazioni partorite dal club giacobino, egli preferiva tendere l'orecchio alla voce del popolo, che era libera di esprimersi senza remore. Questo atteggiamento generava sempre più spesso scene di ammirazione, gratitudine e stima da parte di una moltitudine di gente, finalmente capace di respirare aria di giustizia. Per contro, i montagnardi sembravano non riconoscere più l'uomo nuovo in cui Augustin era mutato; non furono poche le lettere di disappunto per questa politica dell'indulgenza inviate al fratello Maximilien, né meno numerosi furono i deputati che presero con decisione le distanze da Robespierre jeune e dal suo metodo tutt'altro che aggressivo.

### La lotta contro il Terrore
La battaglia di Augustin de Robespierre contro i soprusi ingiustificati del Terrore assunse la sua forma più concreta nella vicenda che scosse il dipartimento del Passo di Calais. Qui, era in corso una violenta disputa fra due convenzionali di Arras, entrambi già compagni di Augustin nelle lotte giacobine, Armand Guffroy e Joseph Lebon. Mentre il primo si accontentava di un terrorismo di parole, il secondo perseguiva un terrorismo di fatti. La più feroce manifestazione della brutalità di Lebon si ebbe con il massacro di Pernes, un villaggio nei pressi di Saint-Pol-sur-Ternoise, dove vennero arrestati, processati e ghigliottinati in brevissimo tempo un gruppo di venti persone, con la grave accusa di insurrezione contro la Repubblica; in realtà, i malcapitati non avevano fatto altro che ubriacarsi a una festa di paese, rifugiarsi in un bosco e gridare, in balìa dell'ebbrezza, Viva Luigi XVII. Lo sterminio di Pernes costituì un preciso sintomo di quanto sarebbe accaduto nel Passo di Calais sotto la furia di Lebon.
Da parte sua, Guffroy trovò un valido alleato e difensore in Antoine-Joseph Buissart, avvocato e amico di vecchia data dei fratelli Robespierre. Fu proprio questi a inviare numerose lettere a Maximilien per convincerlo a muoversi contro l'operato di Lebon; ma non ottenne nessuna risposta, poiché l'Incorruttibile si era chiuso in un silenzio impenetrabile, non sapendo se dar conto a Buissart e ai suoi amici più antichi o se parteggiare per Lebon e i nuovi compagni parigini. Non potendo sbilanciarsi, «scelse di non scegliere», ma con questa decisione, non fece altro che avvantaggiare il partito di Lebon e del terrorismo cruento. L'unica speranza reale per Buissart e compagni di fermare l'azione avversaria si incarnava in Augustin de Robespierre, da sempre diffidente di Lebon. Fortunatamente, questa aspettativa non tardò a concretizzarsi: Augustin seppe compiere le giuste pressioni sul fratello, che si convinse a perorare la causa presso il Comitato di salute pubblica. Il 22 messidoro dell'anno II, equivalente al 10 luglio 1794, venne ordinato il rientro definitivo di Joseph Lebon dal dipartimento del Passo di Calais.
Questa circostanza permette di capire come non esistesse un unico modo di essere terroristi e come la maniera moderata di Robespierre jeune andasse sempre più spesso a scontrarsi con l'atteggiamento crudele e sanguinario di altri rappresentanti in missione. Il potere acquisito non incoraggiò Augustin ad oltrepassare il limite dell'umano, ma anzi gli conferì maggiore tolleranza e umanità, impregnando di clemenza e dignità la sua intera carriera di terrorista.

## La condanna
Il 27 luglio 1794, o 9 termidoro dell'anno II, per dirlo con i termini del calendario repubblicano, si scrisse una delle pagine fondamentali della storia rivoluzionaria. In questo giorno, la Convenzione nazionale si riunì in una sala delle Tuileries per assistere a un'occasionale coalizione fra deputati della Montagna e rappresentanti della Pianura. L'incontro tra le due fazioni generò una cospirazione ai danni dell'Incorruttibile e del suo braccio destro Louis Antoine de Saint-Just, dal momento che due misteriosi montagnardi, pressoché sconosciuti, tali Louchet e Lozeau, avevano ottenuto un decreto d'arresto a sfavore di Maximilien. Al momento dell'emissione della sentenza, Augustin, fedele seguace del fratello, grazie al quale era riuscito a emergere come giacobino e deputato, non esitò ad alzarsi e dichiarare senza indugio «Io sono altrettanto colpevole di mio fratello: ne condivido le virtù. Chiedo il decreto d'accusa anche contro di me». La sicurezza delle parole di Robespierre jeune spinse la Convenzione a includerlo immediatamente nell'ingiunzione di arresto dei «triumviri» della Repubblica, Maximilien Robespierre, Saint-Just e Georges Couthon.
Per entrambi i fratelli, la morte sarebbe giunta l'indomani, ma sembra comunque che Augustin, prigioniero all'Hôtel de Ville, abbia tentato il suicidio gettandosi sul selciato di Place de Grève da un balcone del primo piano; venne però trovato in fin di vita e portato in Place de la Révolution per essere ghigliottinato insieme con altri diciotto compagni. Quanto all'Incorruttibile, non è ancora chiaro se anch'egli abbia cercato di uccidersi con un colpo di pistola o se sia stato ferito da un gendarme termidoriano; tuttavia, moribondo per quattordici ore, venne trascinato sullo stesso patibolo che aveva già accolto il fratello e impietosamente giustiziato. Onde evitare che in futuro i corpi dei condannati venissero adorati come divinità, i termidoriani decisero per giunta di cospargere i loro resti di un consistente strato di calce, affinché le spoglie risultassero corrotte per sempre.
Per rovinare definitivamente la figura di Maximilien, il Comitato di salute pubblica e il Comitato di sicurezza generale avevano provveduto a diffondere la falsa voce riguardo ad un presunto progetto dell'Incorruttibile di sposare la figlia di Luigi XVI, Marie Thérèse Charlotte, detenuta nella Tour du Temple, e di generare una sua personale dinastia. 
Secondo un'accusa circolata ad esempio nel 1818 tra alcuni ex robespierristi, Charlotte avrebbe cooperato coi termidoriani per salvarsi. La leggenda di Robespierre roi, che ebbe rapida diffusione, venne ulteriormente fomentata dalla fasulla prova, costruita ad hoc dai termidoriani, di un timbro con il fiore di giglio, simbolo capetingio, che si diceva fosse stato rinvenuto tra gli effetti personali del "dittatore". 
Nel momento in cui il Comitato di sicurezza generale riuscì a individuare l'ultima dei Robespierre, Charlotte, rifugiatasi con una nuova identità presso un'amica, ella giudicò del tutto vera la maldicenza in circolazione. Charlotte seppe apparire agli occhi del Comitato come una vera e propria vittima dei fratelli, ignara dei loro subdoli complotti, e pronta alla loro dissacrante denuncia. Non si limitò tuttavia a screditare la reputazione di Augustin e Maximilien; si mostrò difatti tutt'altro che avara di informazioni, accuse e delazioni riguardo a molti altri compagni montagnardi ancora in vita. Ciò valse a conquistarle un sussidio economico in qualità di vittima dei fratelli Robespierre nonché la paradossale qualifica di cooperatrice del Termidoro, ma di certo non poté ottenebrare le oltremodo più carismatiche figure di Maximilien e Augustin. Tuttavia Charlotte respinse sempre con sdegno queste accuse.

## Personalità
Fin dagli esordi, la figura di Augustin è sempre parsa destinata a un perenne doppio cono d'ombra: quello entro cui veniva relegata l'intera esperienza storica del giacobinismo e quello cui lo costringeva lo stato di fratello cadetto e dipendente, del tutto votato al volere di Robespierre aîné: inevitabile che passasse alla storia con l'appellativo di Robespierre le Petit.
Nelle stesse Notes Historiques di Marc-Antoine Baudot, medico ex montagnardo esule in Belgio durante la Restaurazione, l'inclusione di Augustin nella condanna a Maximilien è l'unico risvolto del Termidoro ritenuto scandaloso, poiché il fratello minore risulta tanto innocente quanto «imbecille», indegno di una qualche considerazione di rilievo; si trattava di un'opinione piuttosto comune all'epoca.
Nonostante ciò, il temperamento di Robespierre jeune raccoglieva anche qualche consenso: un esempio fra tutti, quello dello scrittore romantico Charles Nodier, uno tra i rari francesi che rivalutò positivamente questo controverso personaggio, trovandovi «dell'ingegno e del talento». Dal ritratto che ci fornisce Nodier, apprendiamo come Augustin fosse un uomo precocemente invecchiato dalla Rivoluzione, soprattutto a causa della sua appartenenza al ristretto novero dei convenzionali che percorsero la Francia del Terrore già da trentenni (sebbene l'età media si situasse piuttosto attorno ai quaranta); furono probabilmente il peso della responsabilità e l'onere del compito ad accelerarne la senescenza. È lecito supporre che ad alleviare le molteplici fatiche rivoluzionarie contribuisse una sua non ignota debolezza: l'inclinazione al gioco d'azzardo e la frequentazione assidua dei loschi ambienti del Palais-Royal.
Tramite la conoscenza di questi aspetti mondani è facile comprendere per quale ragione Augustin potesse essere definito il classico bon vivant, pieno di doti ma incline ai piaceri e alla dissipazione, padrone di un ardore troppo vivo per risultare duraturo. Uno stile di vita di questo tipo contribuì a procuragli il soprannome Bonbon, ripresa scherzosa del secondo nome, ma soprattutto segno di leggerezza e piacevolezza, allusione al caramello che avrebbe reso più dolce il gusto della Repubblica giacobina.
Un'indole del genere non poté fare a meno di spingerlo a interrogarsi sui limiti del governo rivoluzionario, portandolo alla conclusione che per salvare la Rivoluzione bisognava fermare la sfrenata macchina omicida del Terrore: insomma, non spargere sangue, ma risparmiarlo. Ecco ciò che Augustin aveva di diverso rispetto agli altri giacobinisti, sempre più spietati, impazienti e amanti dell'utopia.

## Nella cultura di massa

### Letteratura
- Mathieu Gabella, Roberto Meli, Hervé Leuwers, Robespierre, Historica Biografie n. 5, Mondadori, 2017.